# Эжель, Жак Леопольд
Жак Леопольд Эжель (фр. Jacques-Léopold Heugel; 1 марта 1815, Ла-Рошель — 12 ноября 1883, Париж) — французский музыкальный издатель и журналист.
Первоначально учитель музыки. В 1839 г. стал младшим партнёром Антуана Мейссонье, основав вместе с ним музыкальное издательство; на следующий год к Мейссонье и Эжелю перешёл музыкальный еженедельник Le Ménestrel, на страницах которого Эжель стал публиковать рецензии. Уже в 1842 г. 59-летний Мейссонье отошёл от дел, и весь бизнес оказался под контролем одного Эжеля, постепенно превратившего своё издательство Éditions Heugel в одно из важнейших во Франции: в нём, в частности, печаталось большинство учебников Парижской консерватории, как старые (Луиджи Керубини, Пьера Байо, Джироламо Крешентини, Шарля Симона Кателя), так и новые (Луи Нидермейера, Лауры Чинти-Даморо, Антуана Мармонтеля и др.). Сам Эжель написал и опубликовал учебник игры на кастаньетах (1845). В то же время издательство Эжеля печатало сборники романсов, издания для юных пианистов и многое другое. Среди иллюстраторов его изданий были Гюстав Доре и Оноре Домье. Дружеские отношения связывали Эжеля с Джоакино Россини и Амбруазом Тома. В 1850 году Эжель стал одним из учредителей и первым администратором Общества музыкальных авторов, композиторов и издателей.
Дело унаследовал сын Эжеля Анри Эжель; издательство оставалось семейным бизнесом вплоть до 1980 года.